# Aequorea forskalea
Aequorea forskalea Péron & Lesueur, 1810 è una medusa della famiglia Aequoreidae.

## Descrizione
L'ombrello di questa specie misura da 8 a 25 cm di diametro ed è caratterizzato dalla presenza di numerosi canali radiali di colore bruno scuro o bluastro che dallo stomaco si dirigono verso il bordo dell'ombrello.

Ha numerosi tentacoli lunghi e sottili.

## Distribuzione e habitat
È una specie pelagica diffusa nell'oceano Atlantico, nel Mediterraneo, nell'oceano Indiano e nei Caraibi.
In Italia è specie poco comune ma non è raro incontrarla nelle acque del mar Tirreno e dell'Adriatico.
Vive in genere a notevoli profondità ma non è raro osservarla in vicinanza della superficie o arenata sulla spiaggia.